# Nationaldemokratisk Ungdom
Nationaldemokratisk Ungdom (NDU) var ett svenskt högerextremt, nationalistiskt politiskt ungdomsförbund som var knutet till det politiska partiet Nationaldemokraterna. Förbundet grundades 2002 och dess förste ordförande var Marc Abramsson. Även om de själva inte var öppna nationalsocialister demonstrerade NDU ett flertal gånger ihop med öppet nynazistiska organisationer som Svenska motståndsrörelsen och Nationalsocialistisk Front. Förbundets symbol var ett lejon.

## Historia
NDU grundades 2002 och gästades vid det konstituerande mötet av bland annat den engelske nationalisten Derek Holland. Till förste ordförande valdes Marc Abramsson. Senare ordförande har varit Andreas Wallentin, 2004–2005 och Robert Almgren, 2005–2006. Patrik Forsén valdes 2006 till ordförande men avgick 2007 samtidigt som han kritiserade organisationen för maktfullkomlighet. Efterträdande ordförande blev Andreas Nyberg, som avsade sig uppdraget 2009. Han efterträddes av en grupp företrädare, med förbundsordförandeposten som vakant. 2010 startade Forsén och Nyberg den nya, utomparlamentariska organisationen Nordisk Ungdom, dit flera tidigare NDU-medlemmar anslöt sig. Förbundet förde en tynande tillvaro under 2010-talets första hälft, och upplöstes slutgiltigt i och med splittringen av Nationaldemokraterna våren 2014.
NDU och personer med stark koppling till NDU har genom åren varit inblandade i ett flertal uppmärksammade våldsamma händelser, bland annat upploppet och misshandeln som ledde fram till Priderättegången.
I slutet av 2007 började ND åter prioritera ungdomsförbundet, och NDU höll en nylansering den 30 november under firandet av Karl XII. Under 2008 satsade man bland annat på lanseringen av internetforumet Ledung. 

## Förbundsordförande
| • Marc Abramsson    | 2002–2004 |
| • Andreas Wallentin | 2004–2005 |
| • Robert Almgren    | 2005–2006 |
| • Patrik Forsén     | 2006–2007 |
| • Andreas Nyberg    | 2007–2009 |

## Politik
Nationaldemokratisk Ungdom kan ses som etnopluralister och nationalister. Organisationen fokuserade på frågor som:
- utbildning, där man ville höja läraryrkets status och ha mer utbildning i ledarskap och nyttjande av auktoritet till lärare. Man ville också öka antalet idrottstimmar och att skolan ska uppmuntra nationell stolthet.
- etnopluralism, vilket innebär att man värnar skilda etniska gruppers skilda kulturer så länge de hålls åtskilda från varandra, i olika nationer. NDU motsatte sig globalisering, kulturimperialism och mångkultur som man menar hotar det svenska folket och en värld där många kulturer kan finnas.
- globalisering, vilket innebär att man var emot EU. NDU var också emot konsumtionssamhället och det man ser som multinationella företags strävanden efter att skapa en enda "konsumtionskultur".
- djurskydd, där man ville förbjuda minkfarmar, burhöns och djurförsök som används för att framställa kosmetika. Man ville förbjuda all form av koscher- och halalslakt.
- folkdemokrati, där man menade att det inte finns någon förutsättning för en folkvilja om det inte finns ett etnisk homogent folk. NDU menade också att det inte är en självklar rättighet att delta i den beslutande processen utan ett privilegium för de bäst lämpade.
- brott och straff, där man ville se mer förebyggande arbete mot brott i ungdomsgrupper och mer kännbara straff. NDU ville se en ökad användning av fotbojor, framför allt bland ungdomar och ville sänka straffmyndighetsåldern till fjorton år.
- folkhälsa, där man fokuserade på bättre skolmåltider, mer idrott på schemat och upplysningskampanjer mot det man betecknade som skräpmat. NDU ville också höja straffen för narkotikabrott.
- kultur, där man fokuserade på mer undervisning om svensk historia i skolan och menade att den påtvingade mångkulturen kraftigt har försvagat det svenska folket och är ett hot mot svenska folkets fortsatta existens.
- fritt internet, där man fokuserade på det fria informationsflödet utan några som helst inskränkningar.
- porrindustri och sexualisering, där man ville förbjuda djursex och möjligheten att fritt sälja porr i vanliga butiker.

Företrädare för NDU har också uttalat sig mot islam och organisationen har demonstrerat mot "islams intrång i Sverige".. NDU var också emot Stockholm Pride och menade att homosexualitet inte är naturligt eller normalt och att samkönade förhållanden inte ska jämställas med särkönade förhållanden.. Man var också emot förbudet mot hets mot folkgrupp och emot homoadoptioner.

## Organisation
Nationaldemokratisk Ungdom var en riksorganisation som styrdes av en grupp företrädare.
Organisationen hade ett uppdelat medlemskap med olika skyldigheter och rättigheter för stödmedlemmar respektive medlemmar. Stödmedlemskap var öppet för alla som avlade årsavgift och med det följde närvarorätt, men inte yttrande-, yrkande- eller rösträtt, på årsmötet. Medlem i NDU kunde bara de bli som förbinder sig att varje månad skänka minst 100 kronor till organisationen och lägga ned minst fyra timmars arbete varje vecka på organisationen. Dessutom hade organisationen ett antal etiska regler som medlemmar förväntades följa, där exempelvis byte av partner varje månad anses osedligt och inte önskvärt. Medlemmar har både yttrande-, yrkande- och rösträtt på årsmötet.

## Kontroverser
- Under Pridefestivalen 2003 ledde NDU en demonstration som övergick i en våldsam attack mot festivaldeltagare i Prideparaden. Flera deltagare skadades, Stockholm Prides pressekreterare misshandlades grovt och fick bestående skador.[10] Förbundets ordförande Marc Abramsson dömdes först för grov misshandel och våldsamt upplopp av tingsrätten. Han friades senare för misshandeln av hovrätten, men dömdes för våldsamt upplopp. Sex andra åtalade dömdes slutligen i hovrätten för misshandel, grov misshandel och våldsamt upplopp och fick påföljder från samhällstjänst till ett år och tio månaders fängelse.[11] NDU hade inget demonstrationstillstånd för tillfället och uppgav att man var på plats för att organisationen är emot homoadoptioner.[10]

- I september 2005 greps fem ungdomar från Nationaldemokratisk ungdom efter en misshandel på Mälarhöjdsskolan i södra Stockholm. De friades från åtalspunkterna.